# 鞍馬夜叉丸
鞍馬 夜叉丸（くらま やしゃまる）は、SNKの対戦型格闘ゲーム『サムライスピリッツ』シリーズに登場する架空の人物。声優は天﨑滉平。

## 概要
『SAMURAI SPIRITS（2019年）』にて初登場した男性キャラクター。
没落した武家の青年で、飢饉の窮状を訴えようと江戸に向かった父が一揆の首謀者の疑いを掛けられた末、処刑されたという過去を持つ。そのため、父を無実の罪で処刑した江戸幕府に対しては深い憎しみを抱いている。弱者から富を搾取する悪人を嫌っており、風を操る義賊「烏天狗」として、洛中で暗躍している。
「天狗の血を引く」とされる特殊な家柄の生まれであり、代々受け継がれた天狗の力と形見の長巻「遮那王」で戦う。

### コンセプト
イケメン鎧武者というコンセプトがあらかじめ決められて、ビジュアルを練ってから、ゲームの性能面が決まっていった。
キャラクターデザイナーの佐治有倫によれば、兜に甲冑のフル装備をした鎧武者は好みではあるが、流石にマニアック過ぎると思い、半面のアイディアを出した結果、現在の烏天狗のデザインになった。

### 衣装
長い白髪を後頭部で髷にし、黒尽くめの鎧・具足と裏地が赤い黒の外套を着用している。首には結袈裟を掛け、口元はカラスの嘴を思わせる尖った黒い覆面で覆われている。
怒り爆発発動時には覆面が外れ、戦闘終了まで外れたままとなる。覆面が外れると、人格や攻撃方法も変わり、髪の色が黒くなる。

## キャラクター性能
必殺技が3つしかないが、その分性能やコマンドを覚えやすく、扱いやすいキャラ。怒り頂点時と怒り爆発時には全ての必殺技が強化される。覇王丸に似た素直な性能の通常技を持つが、それと比較し攻撃が僅かに遅い代わりに、怒り頂点・爆発時に強斬りに追加の二段目を放つ事も出来るようになる等恩恵が大きい。
本作では2段ジャンプが可能な数少ないキャラクターである為、テクニカルな立ち回りも可能。

## 技の解説

### 必殺技
凩
空中から長巻を投げ付け、当たった相手を打ち上げる。怒り頂点時は、ヒット後に追撃可。
青嵐
前方に大きく踏み込みながら刀を突き出す、突進技。
コマンドによって突進の軌道が異なり、弱・中は水平、地上版の強は斜め上に、空中版の強は斜め下に突進する。
怒り頂点時では、威力が上昇し、ガードされても相手を突き抜ける。
雁渡
軽く飛び上がり、回転斬りから剣を叩き付ける。怒り頂点時は、相手の裏に回っても、自動的に向きを変える。

### 武器飛ばし必殺技
天狗風 黒羽
無数の羽を飛び道具として、相手に叩き込む。怒り爆発中は、威力が強化される。

### 秘奥義
暴風 韋駄天
相手を打ち上げ、空中で切り刻む技。最後に空中から長巻を投げ付けて相手を地面に串刺しにし、地面に突き立った長巻の柄に着地する演出が入る。

## 関連人物
- 徳川慶寅、柳生十兵衛、服部半蔵 - いずれも父を無実の罪で処刑した江戸幕府関係者であるので、険悪な関係にある。対する半蔵からは幕府に仇なす逆賊として討伐対象と見做されている。